# Vincent Lecavalier
Pour les articles homonymes, voir Lecavalier.
Vincent Lecavalier (né le 21 avril 1980 à L'Île-Bizard, dans la province de Québec au Canada) est un joueur professionnel canadien de hockey sur glace. Il joue au poste de centre.

## Biographie

### Carrière en club
Il joue au niveau junior avec l'Océanic de Rimouski dans la Ligue de hockey junior majeur du Québec (LHJMQ). Il est repêché au premier rang par le Lightning de Tampa Bay lors du repêchage d'entrée dans la LNH 1998. Lecavalier gagne la coupe Stanley avec l'équipe 2003-2004 du Lightning. Il remporte la médaille d'or avec l'équipe du Canada à la Coupe du monde de hockey 2004 où il est nommé meilleur joueur du tournoi. Durant la saison 2006-2007, il connaît sa meilleure saison dans la LNH avec 52 buts et 56 passes pour un total de 108 points ; il gagne le trophée Maurice-Richard attribué au joueur ayant marqué le plus de buts.
Le 12 juillet 2008, alors qu'il aurait été disponible comme joueur autonome sans compensation un an plus tard, il signe un contrat de 11 ans avec le Lightning d'une valeur de 85 millions de dollars.
Le 27 juin 2013, le Lightning de Tampa Bay annonce qu'il va racheter ce contrat. Trois jours avant le début de la phase des agents libres, Lecavalier choisit de poursuivre sa carrière avec les Flyers de Philadelphie.
Le 6 janvier 2016, il est échangé aux Kings de Los Angeles en compagnie de Luke Schenn.

### Carrière internationale
Il a représenté le Canada au niveau international.

### Vie extra-sportive
Il a interprété Jean Béliveau dans le film Maurice Richard en 2005.
En 2007, il fait don de 3 millions de dollars pour la construction d'une unité pour les enfants dans le All Children’s Hospital situé à St. Petersburg en Floride. Cette unité, ouverte en 2010, porte depuis le nom de Vincent Lecavalier Pediatric Cancer and Blood Disorders Center.

### Après-carrière
Le 18 février 2022, il se joint à la direction des Canadiens de Montréal en tant que conseiller spécial aux opérations hockey. Il travaillera avec son ancien agent, devenu directeur général du club, Kent Hughes et son ancien coéquipier, nouvellement nommé entraîneur-chef, Martin St-Louis.

## Voir aussi

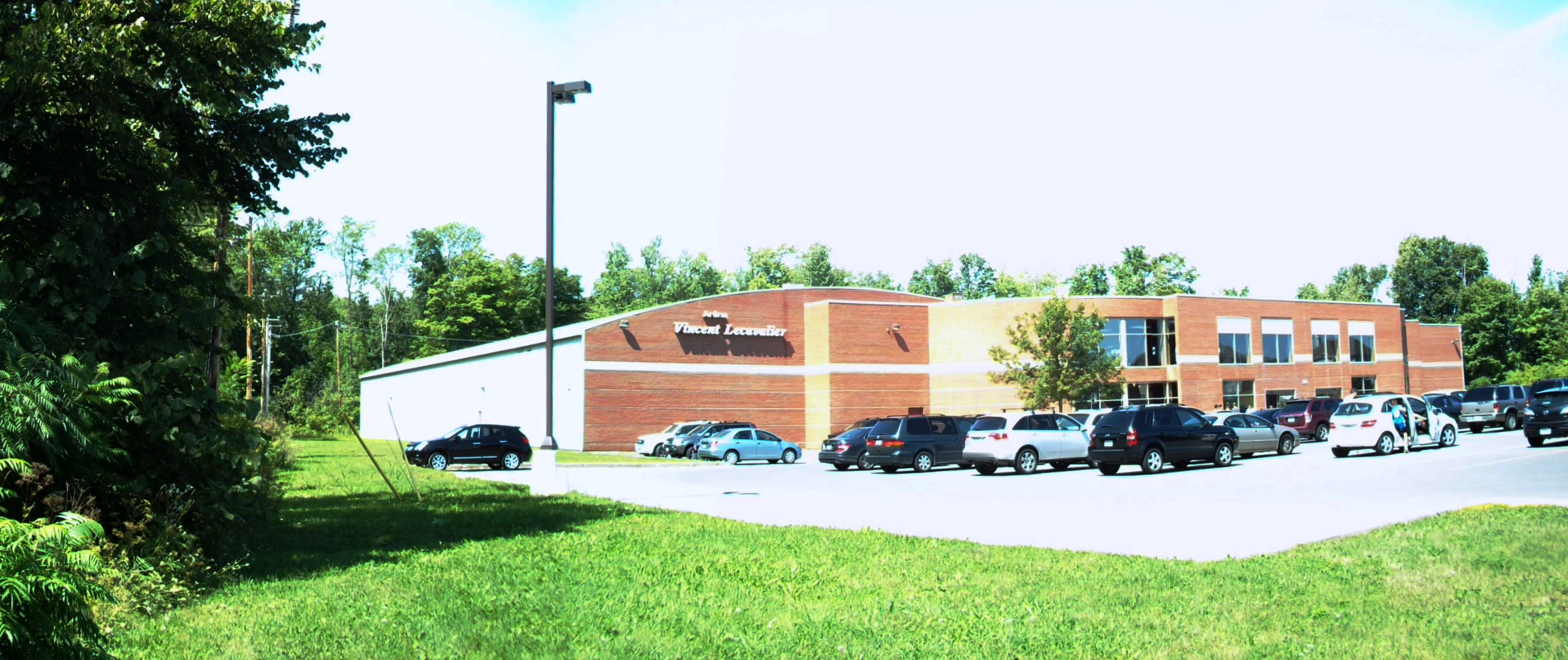
L'aréna Vincent Lecavalier à l'île Bizard.

## Statistiques

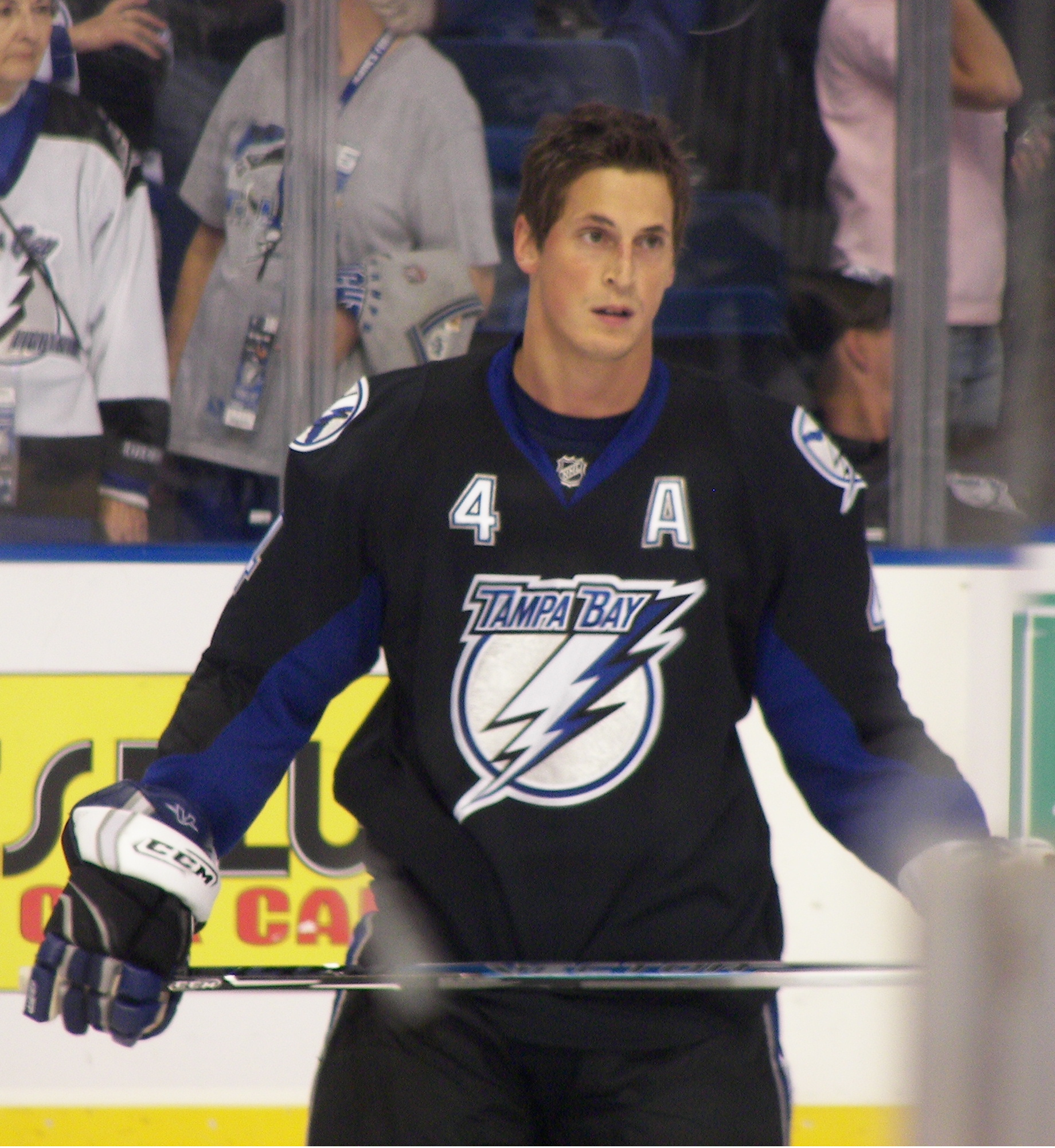
Vincent Lecavalier.

### En club
| Saison     | Équipe                 | Ligue      |       | Saison régulière | Saison régulière | Saison régulière | Saison régulière | Saison régulière |    | Séries éliminatoires | Séries éliminatoires | Séries éliminatoires | Séries éliminatoires | Séries éliminatoires |
| Saison     | Équipe                 | Ligue      | PJ    | B                | A                | Pts              | Pun              | PJ               | B  | A                    | Pts                  | Pun                  |                      |                      |
| 1996-1997  | Océanic de Rimouski    | LHJMQ      | 64    | 42               | 60               | 102              | 36               | 4                | 4  | 3                    | 7                    | 2                    |                      |                      |
| 1997-1998  | Océanic de Rimouski    | LHJMQ      | 58    | 44               | 71               | 115              | 117              | 18               | 15 | 26                   | 41                   | 46                   |                      |                      |
| 1998-1999  | Lightning de Tampa Bay | LNH        | 82    | 13               | 15               | 28               | 23               | -                | -  | -                    | -                    | -                    |                      |                      |
| 1999-2000  | Lightning de Tampa Bay | LNH        | 80    | 25               | 42               | 67               | 43               | -                | -  | -                    | -                    | -                    |                      |                      |
| 2000-2001  | Lightning de Tampa Bay | LNH        | 68    | 23               | 28               | 51               | 66               | -                | -  | -                    | -                    | -                    |                      |                      |
| 2001-2002  | Lightning de Tampa Bay | LNH        | 76    | 20               | 17               | 37               | 61               | -                | -  | -                    | -                    | -                    |                      |                      |
| 2002-2003  | Lightning de Tampa Bay | LNH        | 80    | 33               | 45               | 78               | 39               | 11               | 3  | 3                    | 6                    | 22                   |                      |                      |
| 2003-2004  | Lightning de Tampa Bay | LNH        | 81    | 32               | 34               | 66               | 52               | 23               | 9  | 7                    | 16                   | 25                   |                      |                      |
| 2004-2005  | Ak Bars Kazan          | Superliga  | 30    | 7                | 8                | 15               | 78               | 4                | 1  | 0                    | 1                    | 6                    |                      |                      |
| 2005-2006  | Lightning de Tampa Bay | LNH        | 80    | 35               | 40               | 75               | 90               | 5                | 1  | 3                    | 4                    | 7                    |                      |                      |
| 2006-2007  | Lightning de Tampa Bay | LNH        | 82    | 52               | 56               | 108              | 44               | 6                | 5  | 2                    | 7                    | 10                   |                      |                      |
| 2007-2008  | Lightning de Tampa Bay | LNH        | 81    | 40               | 52               | 92               | 89               | -                | -  | -                    | -                    | -                    |                      |                      |
| 2008-2009  | Lightning de Tampa Bay | LNH        | 77    | 29               | 38               | 67               | 54               | -                | -  | -                    | -                    | -                    |                      |                      |
| 2009-2010  | Lightning de Tampa Bay | LNH        | 82    | 24               | 46               | 70               | 63               | -                | -  | -                    | -                    | -                    |                      |                      |
| 2010-2011  | Lightning de Tampa Bay | LNH        | 65    | 25               | 29               | 54               | 43               | 18               | 6  | 13                   | 19                   | 16                   |                      |                      |
| 2011-2012  | Lightning de Tampa Bay | LNH        | 64    | 22               | 27               | 49               | 50               | -                | -  | -                    | -                    | -                    |                      |                      |
| 2012-2013  | Lightning de Tampa Bay | LNH        | 39    | 10               | 22               | 32               | 29               | -                | -  | -                    | -                    | -                    |                      |                      |
| 2013-2014  | Flyers de Philadelphie | LNH        | 69    | 20               | 17               | 37               | 44               | 7                | 1  | 1                    | 2                    | 2                    |                      |                      |
| 2014-2015  | Flyers de Philadelphie | LNH        | 57    | 8                | 12               | 20               | 36               | -                | -  | -                    | -                    | -                    |                      |                      |
| 2015-2016  | Flyers de Philadelphie | LNH        | 7     | 0                | 1                | 1                | 2                | -                | -  | -                    | -                    | -                    |                      |                      |
| 2015-2016  | Kings de Los Angeles   | LNH        | 42    | 10               | 7                | 17               | 20               | 5                | 1  | 1                    | 2                    | 2                    |                      |                      |
| Totaux LNH | Totaux LNH             | Totaux LNH | 1 212 | 421              | 528              | 949              | 848              | 75               | 26 | 30                   | 56                   | 84                   |                      |                      |

### En équipe nationale
| Année | Compétition                 |   | PJ | B | A | Pts | Pun       |  | Résultat |
| 1998  | Championnat du monde junior | 7 | 1  | 1 | 2 | 4   | 8e place  |  |          |
| 2001  | Championnat du monde        | 7 | 3  | 2 | 5 | 29  | 5e place  |  |          |
| 2004  | Coupe du monde              | 6 | 2  | 5 | 7 | 8   | Vainqueur |  |          |
| 2006  | Jeux olympiques             | 6 | 0  | 3 | 3 | 16  | 7e place  |  |          |